# Pyrestes hypomelas
Pyrestes hypomelas là một loài bọ cánh cứng trong họ Cerambycidae.